# Moshe Carmel

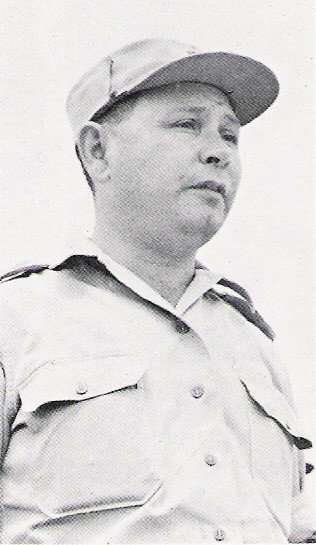
Moshe Carmel.

Moshe Carmel (hebreo: משה כרמל (17 de enero de 1911-14 de agosto de 2003), fue un soldado y político israelí que se desempeñó como Ministro de Transporte durante ocho años.
Nacido en Mińsk Mazowiecki (Polonia), Carmel migró al Mandato Británico de Palestina en 1924, a los 13 años, siendo uno de los fundadores del kibutz Na'an (נַעַן), además, fue miembro del movimiento juvenil Hanoar Haoved Véhalomed (הסתדרות הנוער העובד והלומד), siendo tomado prisionero por los británicos entre 1939 y 1941. Durante la guerra árabe-israelí de 1948, fue comandante de la brigada 188.ª, que participó en la Operación Hiram.
Elegido para la tercera knéset (asamblea), se desempeñó como Ministro de Transporte, título que conservó hasta 1959, cuando fue reemplazado por Yitzhak Ben-Aharon. No obstante, gracias al fallecimiento de Israel Bar-Yehuda, volvió a ser ministro en 1965.
Carmel fue miembro de la knéset hasta 1977, y publicó dos libros: Campañas norteñas (en inglés Northern Campaigns) en 1949; y Entre las paredes (Between the Walls) en 1965.